# Niels Albert
Niels Albert (ur. 5 lutego 1986 w Bonheiden) – belgijski kolarz przełajowy, mistrz świata w konkurencji elite (2009), mistrz świata juniorów (2004), mistrz świata U23 (2008), zdobywca Pucharu Świata i zdobywca 3. miejsca w cyklu Super Prestige (2008).

## Osiągnięcia

### Mistrzostwa świata
- 2009 – 1. miejsce
- 2012 – 1. miejsce

### Puchar Świata
- 2010 – 2. miejsce
- 2011 – 1. miejsce
- 2012 – 10. miejsce
- 2011 – 1. miejsce
- 2014 – 3. miejsce